# Roi Paez de Ribela
Roi Paez de Ribela fue un trovador gallego o portugués de mediados del siglo XIII.

## Biografía
No se conservan datos biográficos. António Resende de Oliveira lo identifica como hijo del caballero Paio Soares de Ribela, del que existen referencias en la provincia de Orense, de sus composiciones satíricas se deduce que frecuentó la corte castellana, por las alusiones a Fernando Escalho, el cual, también fue objeto de escarnio de otros trovadores como Pero García Burgalés.

## Obra
Se conservan 21 textos: 8 cantigas de escarnio y maldecir y 13 cantigas de amor, se caracteriza por saltarse las reglas del amor cortés al dirigirse a la amada por su nombre (Dona Leonor).